# Махмуд Мирза
Махмуд Мирза Каджар (перс. محمود میرزا قاجار); 9 октября 1905 — 2 июля 1988) — представитель династии Каджаров. С 5 мая по 2 июля 1988 года был главой дома Каджаров. Является пятым сыном Мохаммад-Али шаха.

## Биография
Родился Махмуд Мирза в Тегеране 9 октября 1905 года в семье Мохаммад-Али шаха и его жены Малеке Джахан.
После свержения династии Каджаров он и его семья перебрались во Францию.
5 мая 1988 года умер племянник Махмуда, Хамид Мирза Каджар и Махмуд стал главой королевского дома. Однако уже 2 июля этого же года, Махмуд Мирза Каджар сам умирает главенство в доме переходит к Султану Али Мирзе Каджару. Махмуд Мирза был похоронен в Париже.

## Личная жизнь
Махмуд Мирза женился на Эффате Аштиани. У них была одна дочь Принцесса Турандохт (род. 1 февраля 1940), и один сын Мохаммад Али Мирза Каджар (род. 23 мая 1942) который с 2011 года является главой дома Каджаров.